# Ганс Занднер
Ганс Занднер (нім. Hans Sandner; нар. 4 листопада 1915, Ессен, Німеччина — пом. 17 січня 1946, Миколаїв, Україна) — німецький військовий діяч, військовий злочинець, з листопада 1941 до квітня 1942 року начальник оперативної групи поліції безпеки СД, до червня 1942 — начальник управління поліції безпеки СД. Організатор і учасник масових розстрілів радянських громадян на території України.

## Біографія
Народився 4 листопада 1915 року у місті Ессен, Німеччина. Після закінчення середньої школи відбув трудову повинність. З 1 листопада 1935 по 30 вересня 1937 року перебував на службі в армії. Два семестри вивчав медицину. У НСДАП вступив 1 травня 1937 року, в СС — 1 листопада 1933 року (№ СС 249 261).
18 березня 1941 отримав звання унтерштурмфюрера, 9 листопада 1943 — оберштурмфюрера СС. З осені 1938 року служив у кримінальній поліції. 1 липня 1939 року склав іспит на профпридатність і як кандидат у кримінал-комісари був призначений до кримінальної поліції до міста Карлсруе. З 21 травня 1940 року по 14 лютого 1941 року проходив навчання у школі командного складу поліції безпеки у Берлін-Шарлоттенбурзі. Після навчання призначений кримінал-комісаром із випробувальним терміном.
1 березня 1941 року переведений до кримінальної поліції у місто Глейвіц, з 1 вересня 1941 року постійний кримінал-комісар.
Наприкінці вересня 1941 року відряджений до оперативної команди 5. З листопада 1941 року призначений керівником відділення команди у Миколаєві, з серпня 1942 року займав посаду у кримінальній поліції Нюрнберг-Фюрт, з листопада 1943 року — в 5-му управлінні Головного управління імперської безпеки.

### У Києві
25 вересня 1941 року оберштурмфюрер СС Ганс Занднер разом із 8—10 співслужбовцями прибув до Києва. Керував групою штурмбанфюрер СС Герман Лінг, який до того був командиром поліції безпеки та СД у місті Тронхейм, що у Норвегії, а ще раніше служив у СД міста Бреслау.
З травня 1940 по лютий 1941 року Занднер проходив навчання у Берлін-Шарлоттенбурзі у школі командного складу поліції безпеки. Такий самий вишкіл мали і кілька інших осіб з новоприбулих до Києва: унтерштурмфюрер СС Теодор Зальманціг (раніше служив у кримінальній поліції Гамбурга), унтерштурмфюрер СС Ганс-Йоахім Зоммерфельд (головне управління кримінальної поліції Берліна), унтерштурмфюрер СС Ганс Юнке (з кримінальної поліції міста Штеттін).
Вже наступного дня групу офіцерів СС представили шефу айнзацгрупи С бригадефюреру СС доктору Отто Емілю Рашу, який тоді очікував призначення начальником поліції безпеки та СД міста Москви після взяття її німецькими військами. Відбулася нарада, в ході якої доктор Раш повідомив офіцерам, що за кілька днів вони мають бути «присутніми при крупному каральному заході, масовому розстрілі євреїв».
Як виявилося потім, ішлося про планування масових розстрілів у Бабиному Яру. Характерним було зауваження Отто Раша: «Слід звикнути до такого роду видовищ, хоча це жорстоко і не особливо естетично, проте такі заходи абсолютно необхідні і є частиною дійової політики».
Тоді всім євреям Києва було наказано з'явитися у визначений час в провулку поблизу одного з кладовищ. Потребу зібрання, як свідчив Занднер на суді, пояснювали евакуацією. Люди мали принести з собою золото й інші цінності. Це дозволяло відбирати цінності без зайвої роботи. У призначений час київських євреїв зібрали у заздалегідь визначеному місці. За підрахунками Занднера, на «збірні пункти» з'явилося близько 20 тисяч осіб.
Протягом місяця, з 13 жовтня до 15 листопада 1941 року айнзацкоманда 5, до якої долучилась група прибулих наприкінці вересня офіцерів СС, знищила у різних містах України, зокрема і в Києві, 21 651 особу. Преважна більшість, 97 %, були євреями. За визнанням самого ж Занднера, 8—9 жовтня 1941 року він особисто керував масовим розстрілом 800 євреїв.
Оскільки айнзацгрупи були тимчасовими формуваннями, після виконання «певних завдань» з окремих підрозділів формувались місцеві штаб-квартири поліції безпеки та СД. На базі айнзацкоманди 5 створили службу начальника поліції безпеки та СД для генеральної округи Київ.

### У Миколаєві
На відміну від своїх колег Ганс Занднер у Києві пробув недовго. Приблизно 21 жовтня 1941 року із Миколаєва надійшов запит на «команду». Занднер у той час ще перебував у підпорядкуванні айнзатцкоманди штурмбанфюрера СС Майєра (до того — шеф СД міста Троппау). Через те, що посади начальників команд поліції безпеки та СД були вже розподілені й завдяки знанню румунської мови, саме йому було наказано відправитись з командою в Миколаїв. Для вивчення ситуації на місці він попередньо поїхав до міста з чотирма співробітниками на двох автомашинах. Прибувши у Миколаїв орієнтовно 24 жовтня 1941 року, Ганс Занднер застав там залишки команди під керівництвом унтерштурмфюрера СС Фішера (частина айнзатцгрупи D). Два дні потому Ганс Занднер повернувся до Києва, щоб забрати решту людей з його команди та доповісти про ситуацію штурмбанфюреру СС Майєру. Пробувши в Києві два дні, Ганс Занднер виїхав із десятьма співробітниками і прибув до Миколаєва 2 листопада. Попередньо ознайомившись зі справами, він прийняв командування від унтерштурмфюрера СС Фішера.
Перед від'їздом той передав Занднеру 20 арештантів з радянської інтелігенції (переважно студентів, один із в'язнів був викладачем) і 7 «бандерівців». Усіх попередньо планували відправити для подальшого утримання у Львові, але до цього справа не дійшла, усіх бранців розстріляли.
Обов'язки начальника поліції безпеки та СД генеральної округи Миколаїв оберштурмфюрер СС Ганс Занднер виконував до 20 березня 1942 року. У цей час штаб-квартира поліції безпеки та СД генеральної округи Миколаїв розташовувалась у Миколаєві на вулиці Великій Морській, у будинках № 26, 28 і 30 (довоєнна нумерація), польова пошта № 47890. Нині це будинки № 52—56/9 по вулиці Великій Морській (будинок № 54 знесено в результаті незаконної забудови міста восени 2021 року).
Після від'їзду Фішера Занднер розпочав облаштування реквізованих приміщень, з яких вигнав місцевих — німців та українців. Спочатку штат поліції безпеки та СД генеральної округи Миколаїв складався з 15 співробітників та солдатів СС, одного радиста. 
Штат управління поліції безпеки та СД генеральної округи Миколаїв на чолі з Гансом Занднером здійснив цілу низку злочинів:
- листопад 1941 року: розстріляли 150 євреїв, 80 радянських активістів та членів комуністичної партії, різних «шкідників», 80 військовополонених із концтабору;
- грудень 1941 року: розстріляли військовополонених, а також 140 євреїв, 40 в'язнів; у Новоолександрівці каральною операцією, під час якої розстріляли 54 євреїв, керував особисто Занднер[7];
- січень 1942 року: розстріляли 80 євреїв, 14 ув'язнених, арештували до 40 осіб;
- лютий 1942 року: розстріляли приблизно 230 євреїв і ще 60 осіб з радянського і партійного активу, «злочинців». За свідченнями Занднера через кур'єра з Києва йому надійшов наказ від 16 лютого 1942 року про розстріли української інтелігенції. Арешти мали проводитися непомітно (наскільки це було можливим) і безпосередньо перед розстрілом. Термін виконання наказу був встановлений не пізніше 20 лютого 1942 року. У додатку до наказу, отриманого Занднером, містилась вимога про негайне спалення документа після ознайомлення з його змістом. Не було необхідності повідомляти про виконання операції ані усно, ані письмово. Проте операція не була проведена з технічних причин: автомашини, окрім однієї, були несправні, частина співробітників СД виявилась у відпустці. Саме через це на виконання відповідного наказу, отриманого з Києва, до каральної операції була залучена зондеркоманда із охоронної поліції під керівництвом лейтенанта Шмідта, яка й розстріляла сімох українців-бандерівців і представників інтелігенці[8][1];
- березень-квітень 1942 року: розстріляли приблизно 80 євреїв з міських мешканців, до 120 осіб із табору військовополонених, 60 ув'язнених. Приблизно 29—30 квітня провели спеціальну операцію в психіатричній лікарні міста Херсона, під час якої знищили близько 200 хворих, головним чином євреїв, зокрема туберкульозних хворих та подагриків; операцією керував безпосередньо гауптшарфюрер Рьопер[9]. Під особистим керівництвом Занднера 2 квітня 1942 року відбулася масова страта лікарів єврейського походження, серед яких були відомий терапевт З. Р. Барг, лікарі Самсов і А. Л. Коган. Їх самих і членів їх родин посадили в одну велику вкриту брезентом вантажівку. Євреїв відвезли до стіни концтабору для радянських військовополонених Шталаг-364, де їх розстріляли у ямі, яка спеціально для цього була вирита радянськими військовополоненими[10].

Загалом за період від листопада 1941 року по квітень 1942 року включно поліція безпеки та СД на території генеральної округи Миколаїв розстріляла до 1300 осіб, у тому числі до 500 євреїв. Майже 400 радянських громадян запроторили до в'язниці.
Для залякування місцевого населення практикувались і показові страти на шибениці в центрі Миколаєва. Такі акції відплати відбувались у результаті успішних диверсій радянського підпілля під керівництвом головного резидента радянської розвідки Віктора Лягіна (Корнєва), що реалізовувались з кінця 1941 року. Оскільки реальні виконавці не були знайдені, відомство Ганса Занднера брало заручників із місцевого населення під час масових облав у місті, а також частину арештованих із внутрішньої в'язниці поліції безпеки та СД. Для цієї мети в центрі міста на Базарній площі була встановлена стаціонарна шибениця.
Оскільки Ганс Занднер був тимчасовим шефом поліції безпеки та СД, 20 березня 1942 року в Миколаїв прибув новопризначений начальник поліції безпеки та СД штурмбанфюрер доктор Леопольд Шпанн. Заклад було перейменовано з «ЕК Ц-5» (Einsatzkommando С 5) поліції безпеки та СД в Управління поліції безпеки та СД. До цього Леопольд Шпанн обіймав посаду шефа гестапо в містах Лінц та Штеттін. При новому керівнику поліції безпеки та СД Ганс Занднер виконував обов'язки його заступника до 6 червня 1942 року, після чого повернувся до Німеччини.

### Суд і страта
Після завершення війни Ганс Занднера заарештували і доставили до Миколаєва. 10—17 січня 1946 року в місті відбувся Миколаївський відкритий судовий процес над нацистськими злочинцями. Разом з Занднером на лаві підсудних опинилися іще 8 німецьких офіцерів: генерал-летенант, колишній комендант Миколаєва Герман Вінклер, майор і колишній начальник жандармського управління Миколаївської області Макс Людвіг Бютнер, колишній начальник жандармерії Херсона Франц Кандлер, колишній начальник жандармерії Березнегуватського району Рудольф Міхель, колишній начальник охоронної поліції Миколаєва Франц Вітцлеб, колишній заступник начальника охоронної поліції Миколаєва Генріх Шмале, фельдфебель польової жандармерії Миколаєва Роберт Берг і оберєфрейтор 783-го охоронного батальйону Миколаєва Йоганн Хапп.
За вироком суду, сім з дев'яти засуджених страчені через повішання (Г. Вінклер, Г. Занднер, М. Бютнер, Ф. Вітцлеб, Г. Шмале, Р. Міхель і Р. Берг), а двоє отримали по 20 років каторжних робіт (Ф. Кандлер і Й. Хапп).
Страту семи засуджених вчинено привселюдно усього за кілька годин потому — о 17:00 17 січня 1946 року. Місцем страти було обрано Базарну площу — тут можна було розмістити величезні маси людей. Як свідчить офіційна інформація УНКВС Миколаївської області, за виконанням вироку військового трибуналу спостерігало до 70 000 громадян. Трупи злочинців залишалися висіти на площі наступні два дні — 18 і 19 січня, і були зняті лише вночі проти 20 січня 1946 року.